# Giuseppe Brotzu
Giuseppe Brotzu (Ghilarza, 24 de gener de 1895 - Càller, 8 d'abril de 1976) fou un metge i polític sard. Llicenciat en medicina de la higiene per la Universitat de Siena el 1919, des del 1922 va treballar a l'Institut d'Higiene de la Universitat de Siena, que deixà el 1925 per a treballar com a docent a la Facultat de Medicina i Cirurgia de la Universitat de Bolonya. El 1932 fou professor i director de l'institut d'higiene a les Universitats de Mòdena i Reggio Emilia. El 1934 fou nomenat professor a la Universitat de Càller, de la que en fou rector de 1939 a 1943.
El 1945, amb el seu alumne Antonio Spanedda, descobrí una nova classe d'antibiòtic, la cefalosporina. De 1946 a 1955 treballà amb el govern regional de Sardenya en la lluita per l'erradicació de la malària. Militant de la Democràcia Cristiana Italiana (DCI), fou escollit conseller regional a les eleccions regionals de Sardenya de 1949 i 1953, i president de Sardenya de 1955 a 1958. Posteriorment fou alcalde de Càller de 1960 a 1967.